# مبنى الاخوة الثلاثة في ريغا
مباني الإخوة الثلاثة ( (باللاتفية: Trīs brāļi)‏ ) هي عبارة عن مجمع مباني يتكون من ثلاثة منازل، يقع في ريغا في لاتفيا . تشكل المنازل معًا أقدم مجمع سكني في ريغا. يمثل كل منزل فترات مختلفة من تطوير بناء المساكن.

## المباني الثلاثة
المبنى الموجود في 17 شارع Maza Pils هو الأقدم ويعود تاريخ بناءه إلى أواخر القرن الخامس عشر.  ويتميز السطح الخارجي للمبنى بجملونات متدرجة، وزخارف قوطية، وبعض تفاصيل عصر النهضة المبكرة. في الأصل كان المبنى يتألف من الداخل من غرفة واحدة كبيرة وعلية تستخدم للتخزين. تم ترميم المنزل في 1955-1957 من قبل المهندس المعماري Pēteris Saulītis.
المنزل المجاور، 19 Maza Pils Street، له واجهة بناء خارجية يعود تايخ بنائها إلى عام 1646، مع بوابة حجرية أضيفت في عام 1746. النمط من المبنى يوضح التأثيرات من الهولندية التكلف.
آخر منزل من المنازل الثلاثة، يقع في 21 Maza Pils Street، هو مبنى على نمط العمارة الباروكية ضيق اكتسب مظهره الحالي على الأرجح خلال أواخر القرن السابع عشر.
يضم مجمع مباني الاخوة الثلاثة اليوم هيئة التفتيش الحكومية لحماية التراث ومتحف لاتفيا للهندسة المعمارية. في 1 ابرايل 2020 منحت المفوضية الأوروبية مباني الإخوة الثلاثة جائزة European Heritage Label

## الموقع
يقع الإخوة الثلاثة في وسط الوسط التاريخي في ريغا، بالقرب من ساحة دومي المركزية وبالقرب من برلمان لاتفيا (السايما). تقع المباني في العناوين 17 و 19 و 21 Maza Pils Street ( (باللاتفية: Mazā Pils iela)‏).

## معرض الصور

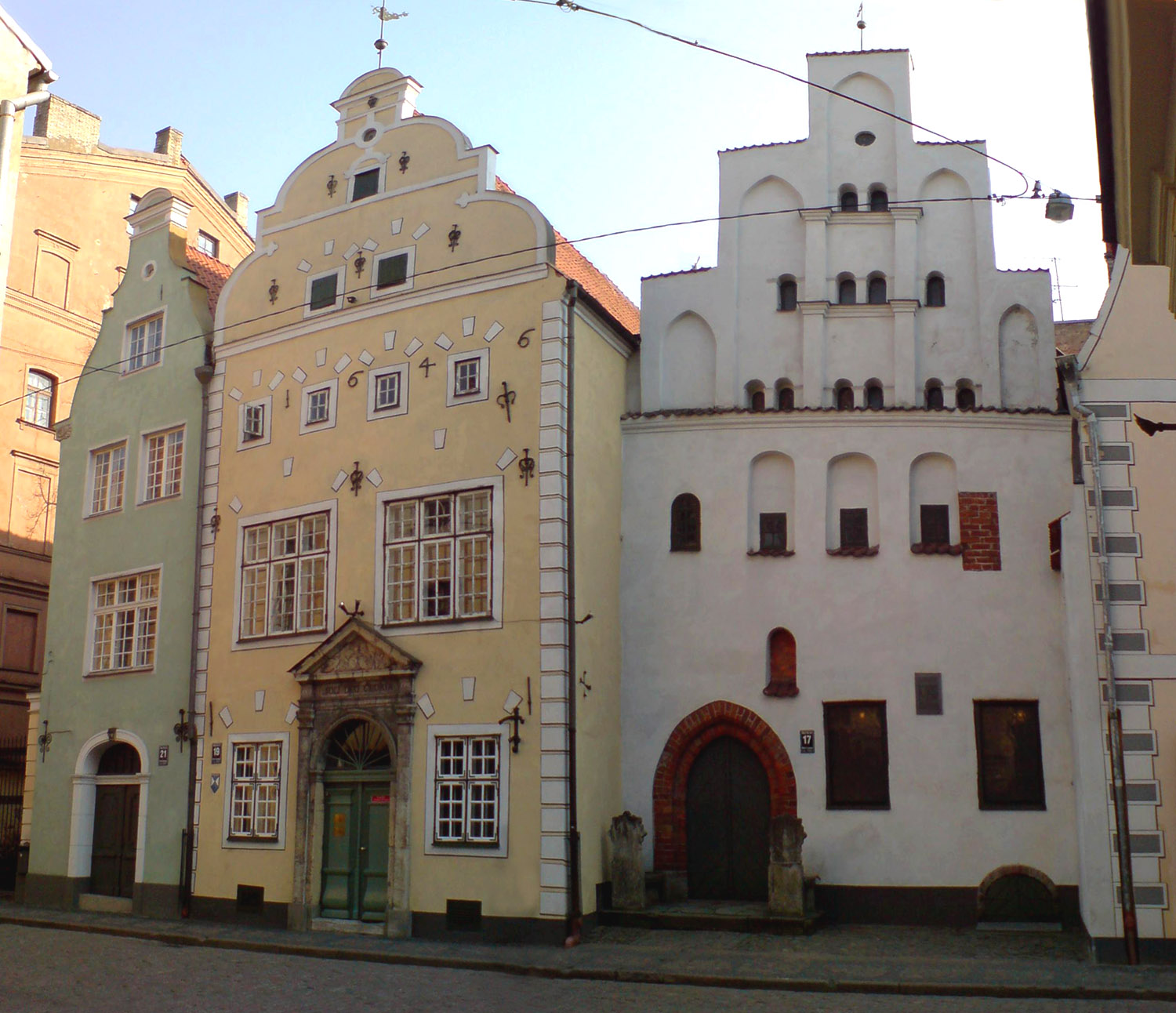
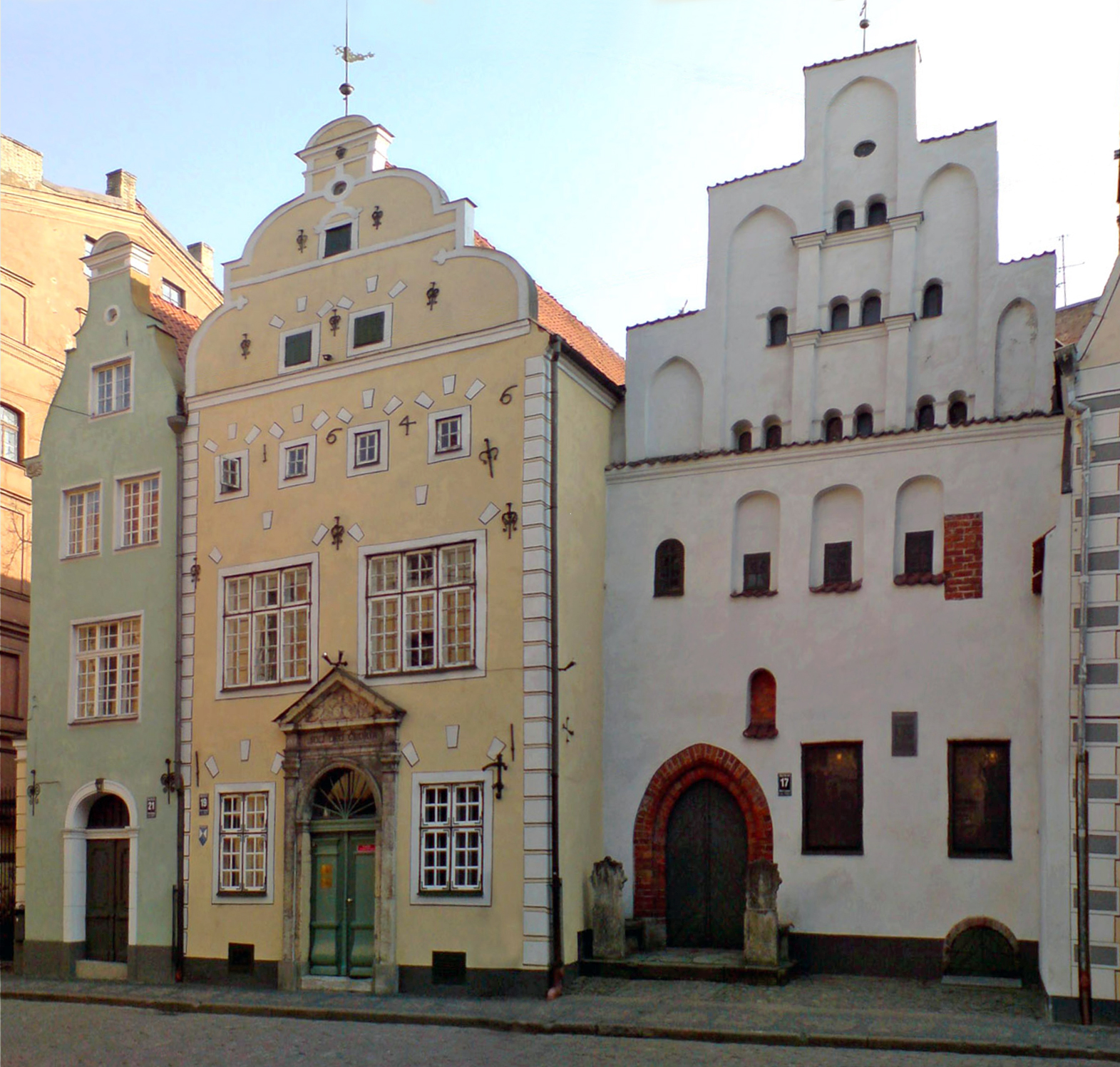
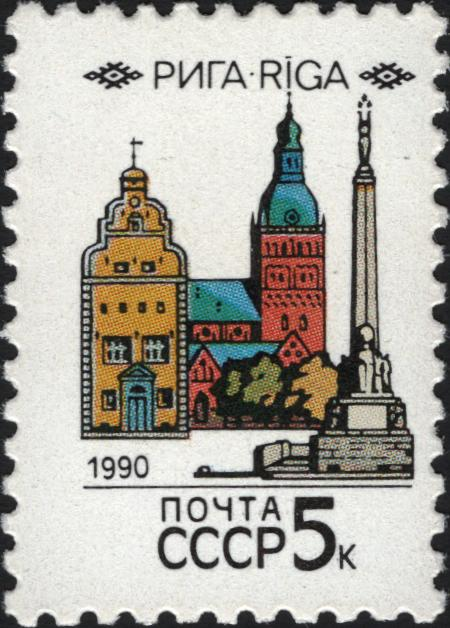
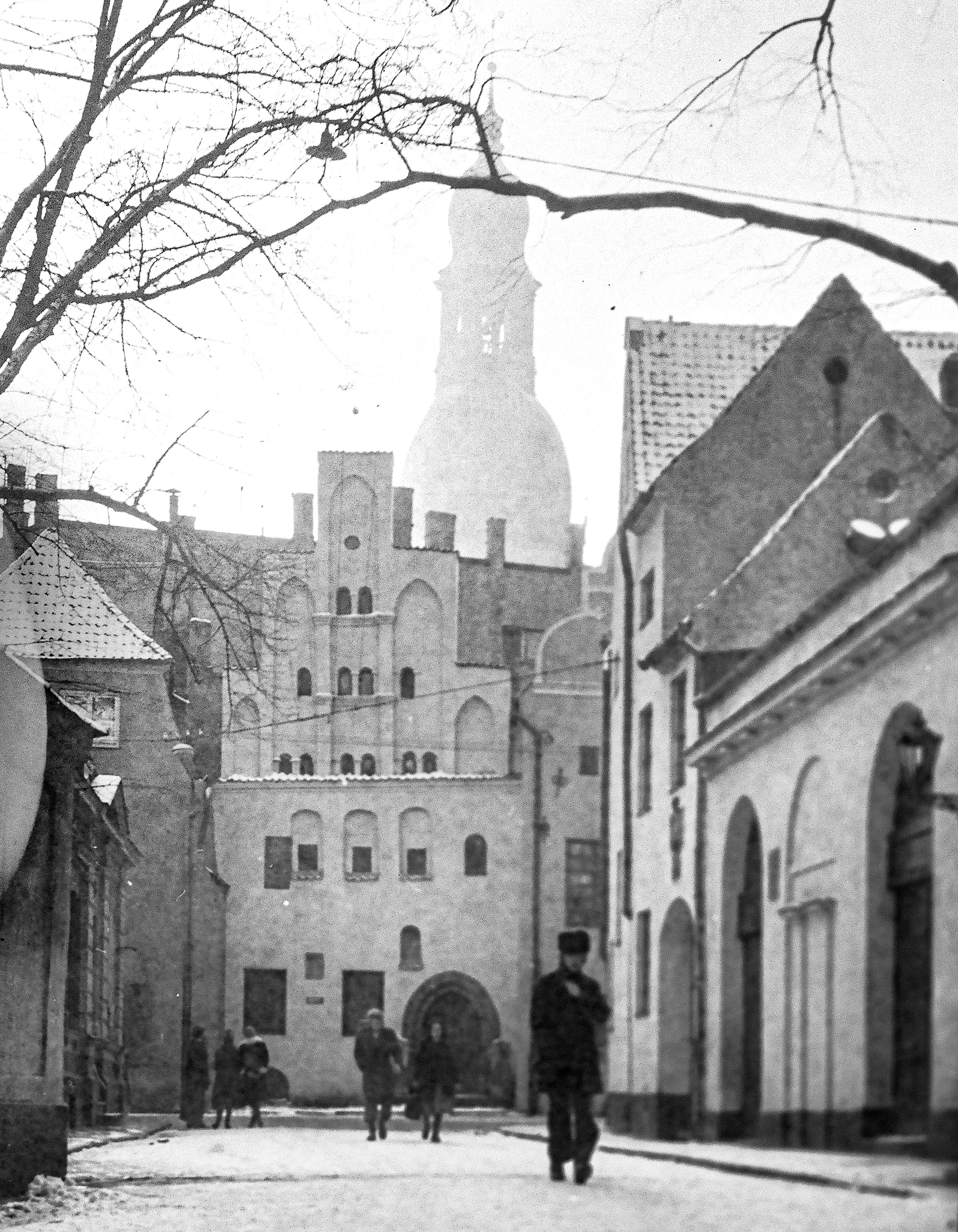
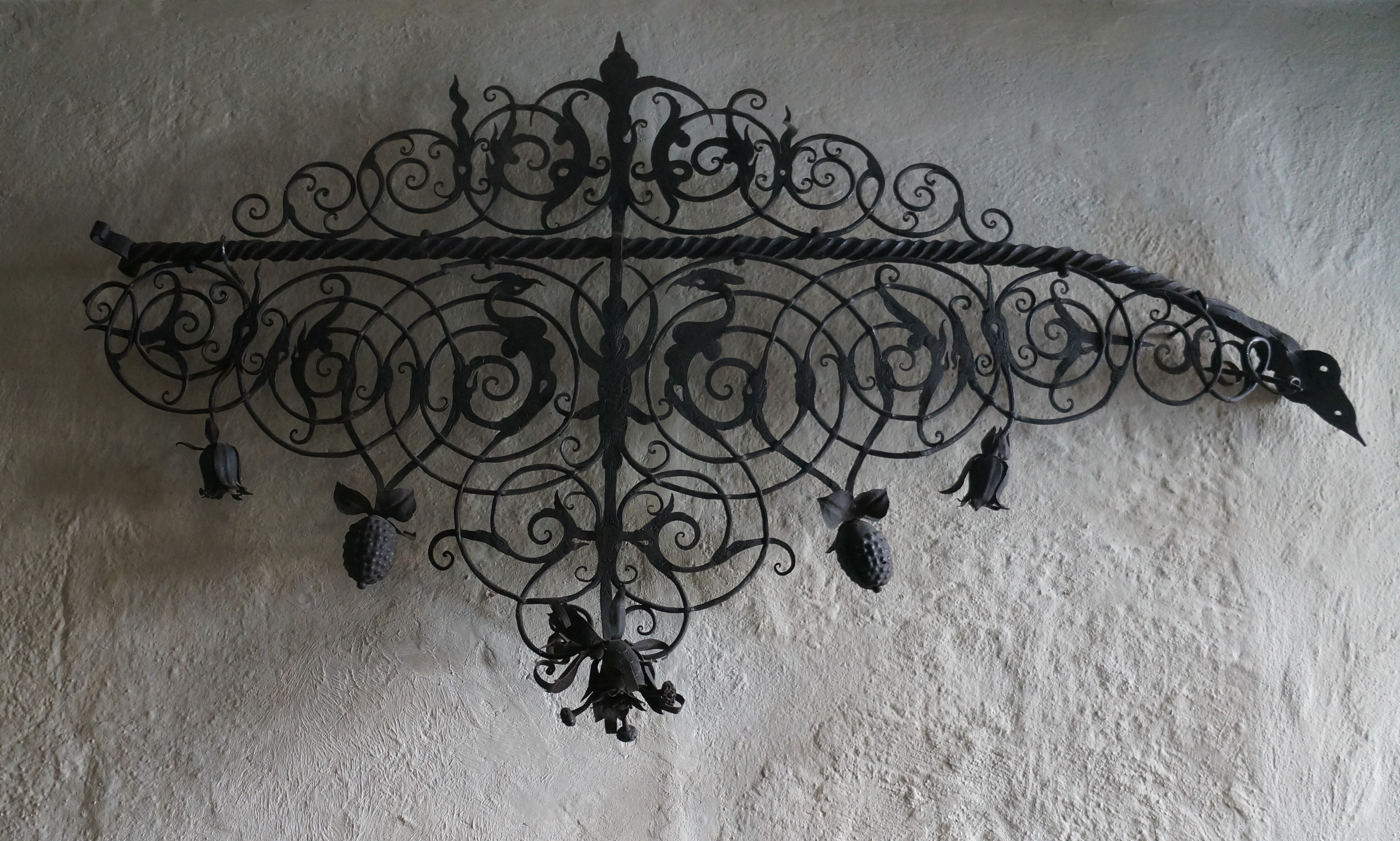
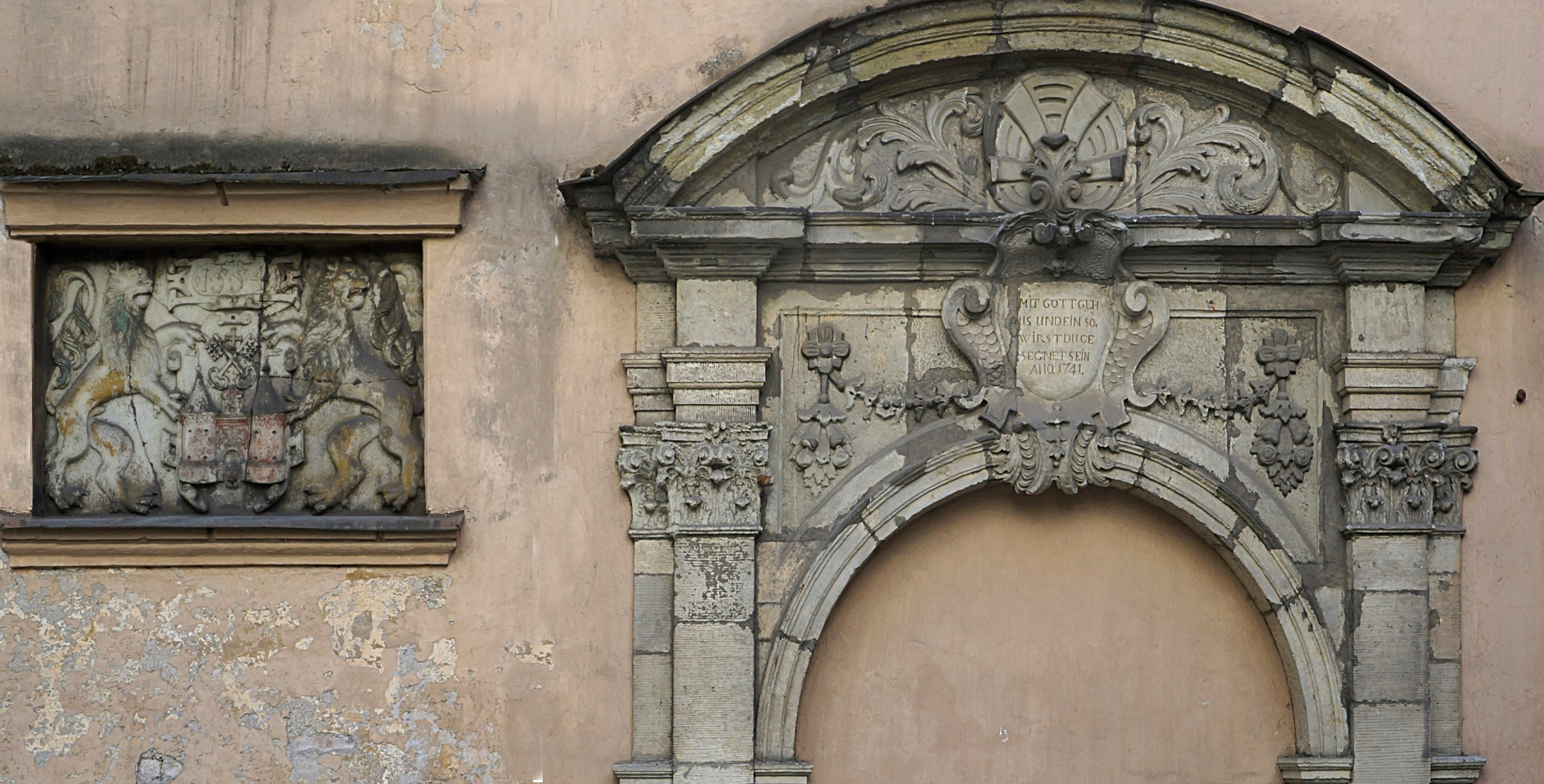
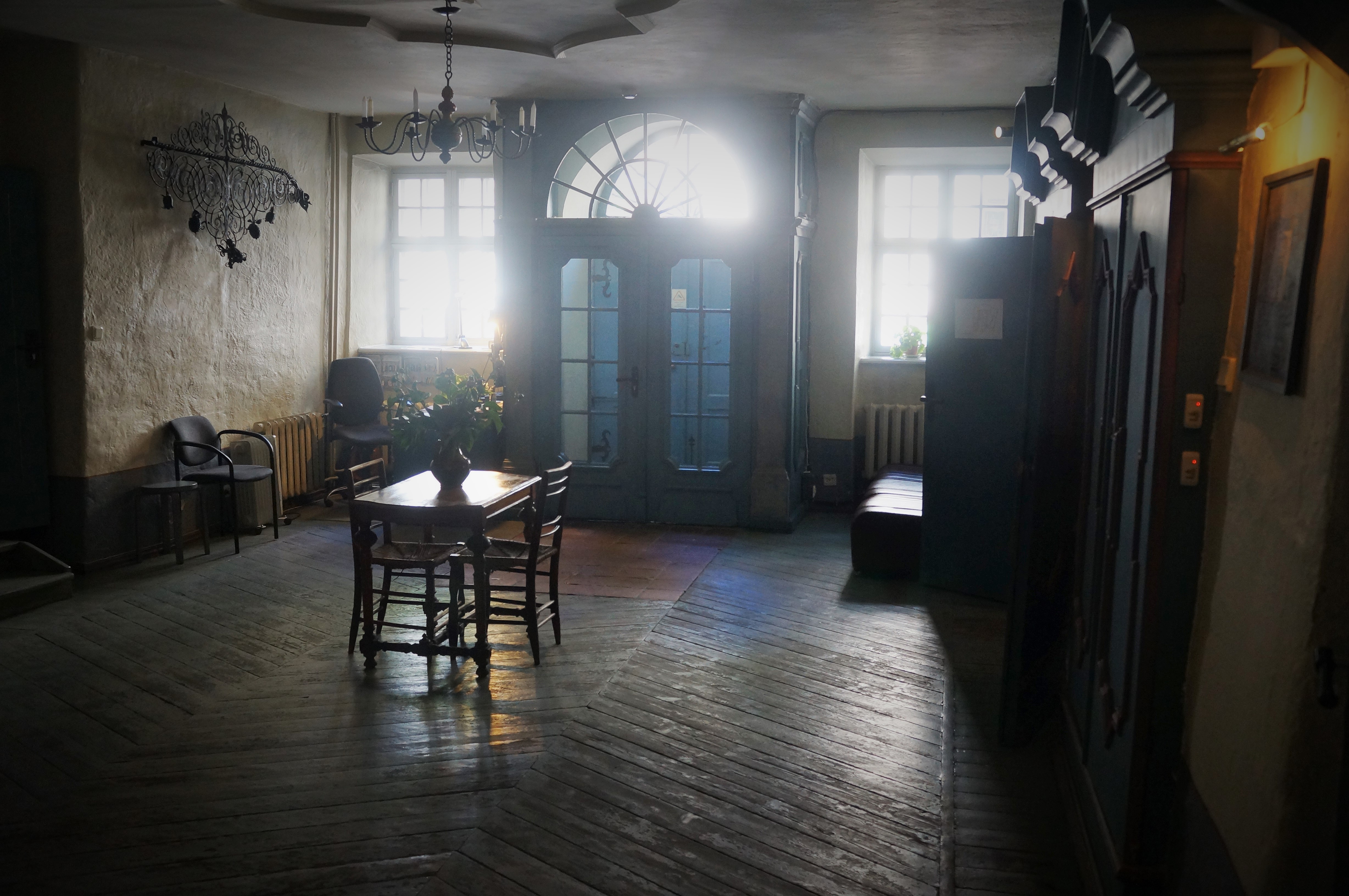
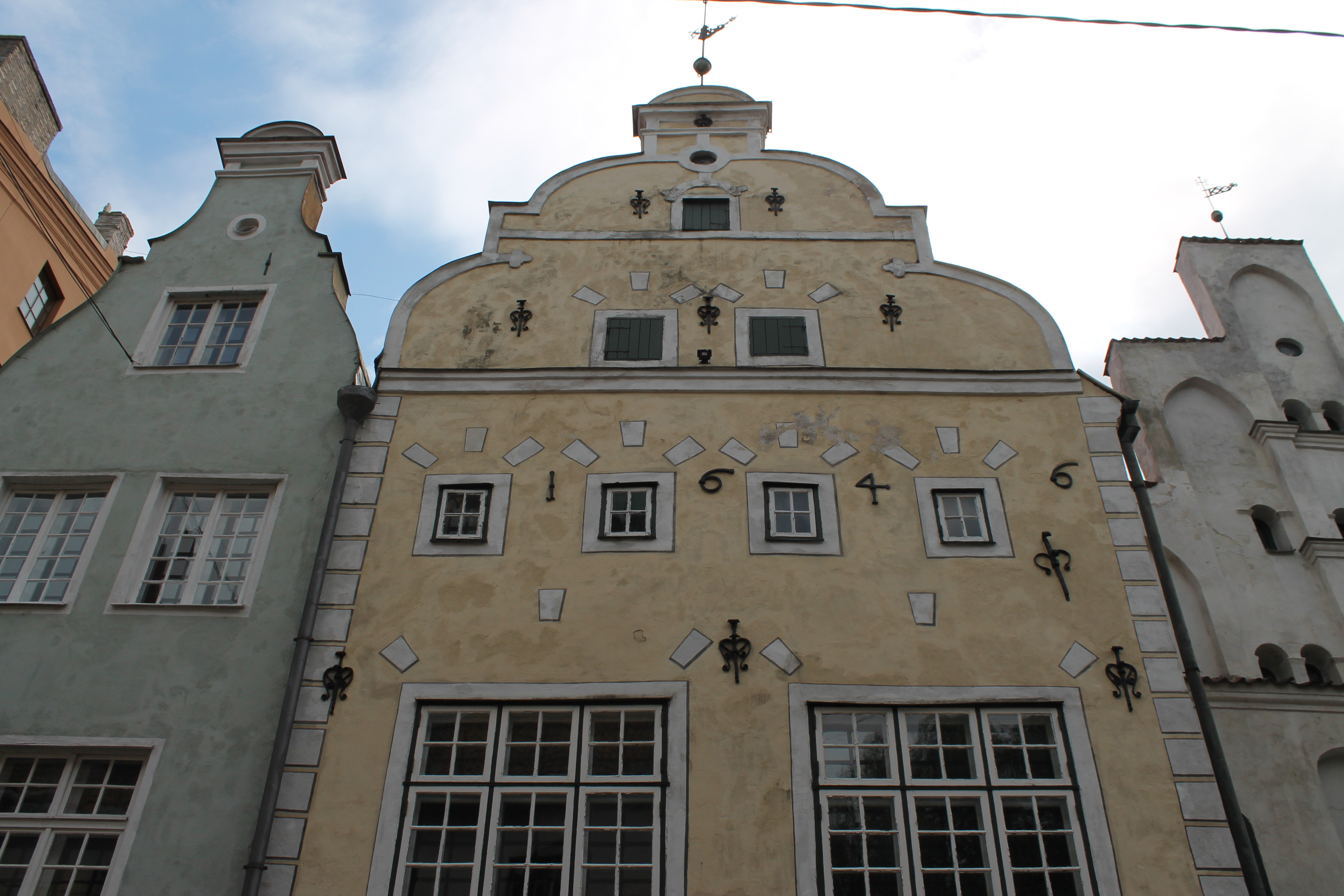
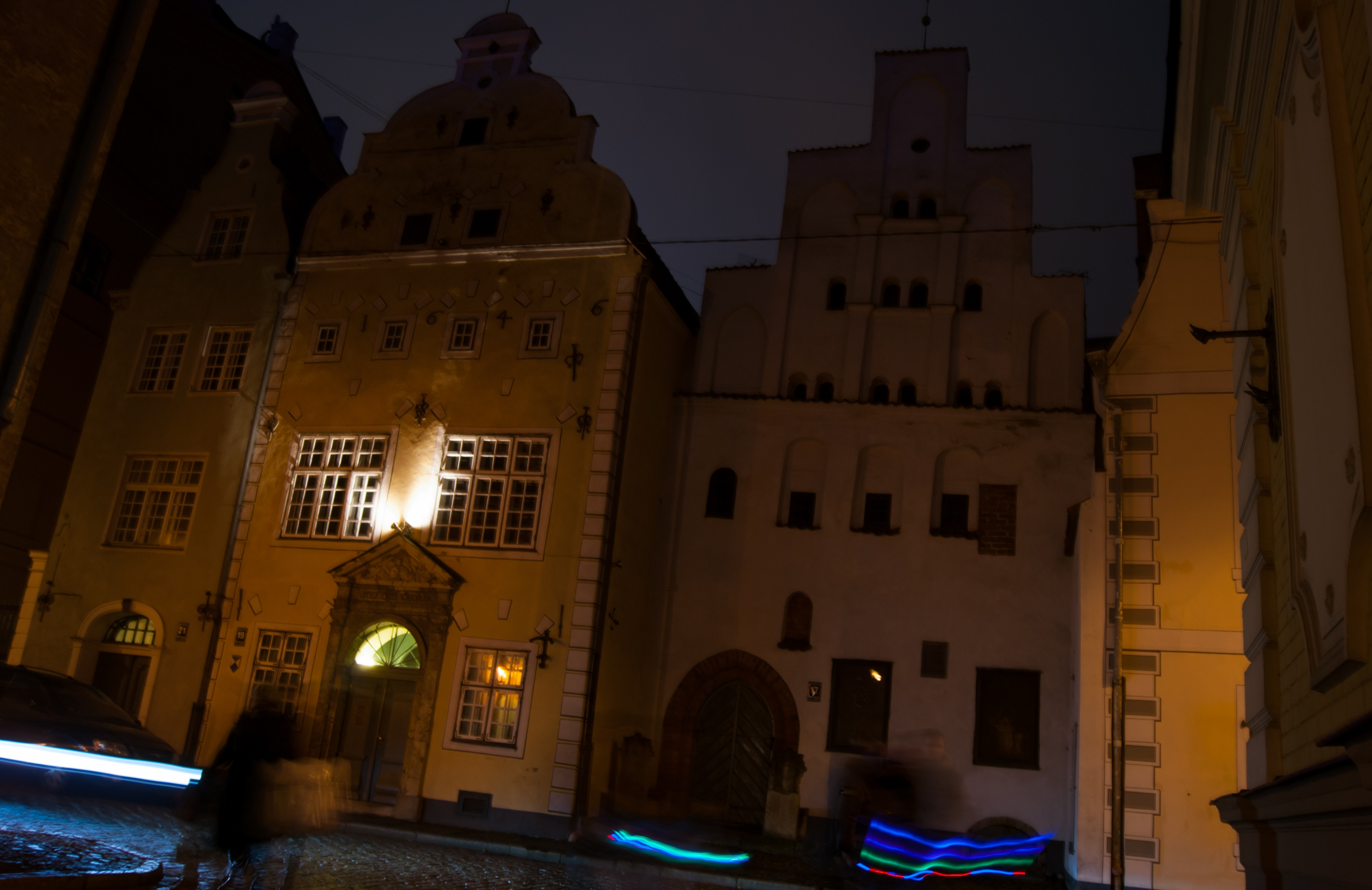